# Judo aux Jeux africains de 1987
Navigation
Édition précédente Édition suivante
La 4e édition du Judo aux Jeux africains a comporté  8 épreuves. Les judokas égyptiens présents ont tous été médaillés avec 3 médailles d’or, 4 d’argent et 1 de bronze, suivis par les algériens avec 7 médailles dont 3 en or.  L'édition fait également office de Championnats d'Afrique de judo 1987.

## Podiums
| Épreuves                          | Or                         | Argent                     | Bronze                                              |
| --------------------------------- | -------------------------- | -------------------------- | --------------------------------------------------- |
| Moins de 60 kg poids super-légers | Abdelhakim Harkat Algérie  | Mohamed Nabil Égypte       | Hebert Pamulo Maurice Clement Bodelous Angola       |
| Moins de 66 kg poids mi-légers    | Meziane Dahmani Algérie    | Abdelfattah Samir Égypte   | Pierre-Yves Séné Sénégal James Mafuta Zambie        |
| Moins de 71 kg poids légers       | Mohamed Meridja Algérie    | Anwar Khaled Égypte        | Hassen Ben Gamra Tunisie Mamudu Adamu Nigeria       |
| Moins de 78 kg poids mi-moyens    | Hussein Abdelhak Égypte    | Salah Rekik Tunisie        | Adda Bouziane Algérie Abubacar Ghan Zimo Nigeria    |
| Moins de 86 kg poids moyens       | Ankiling Diabone Sénégal   | West Iqiebor Nigeria       | Labad Salahamar Égypte Youssef Hamadouche Algérie   |
| Moins de 95 kg poids mi-lourds    | Abdelmajid Snoussi Tunisie | Alaa-Eddine El-Orfi Égypte | Djamel Fares Algérie Eferbo Inagha Nigeria          |
| Plus de 95 kg poids lourds        | Mohamed Rashwan Égypte     | Salawa Dauda Nigeria       | Béchir Khiari Tunisie Boualem Miloudi Algérie       |
| Toutes catégories poids open      | Mohamed Rashwan Égypte     | Béchir Khiari Tunisie      | West Iqiebor Nigeria Helder Jose De Carvalho Angola |

## Tableau des médailles
| Rang  | Nation  | Or | Argent | Bronze | Total |
| ----- | ------- | -- | ------ | ------ | ----- |
| 1     | Égypte  | 3  | 4      | 1      | 8     |
| 2     | Algérie | 3  | 0      | 4      | 7     |
| 3     | Tunisie | 1  | 2      | 2      | 5     |
| 4     | Sénégal | 1  | 0      | 1      | 2     |
| 5     | Nigeria | 0  | 2      | 4      | 6     |
| 6     | Angola  | 0  | 0      | 2      | 2     |
| 7     | Zambie  | 0  | 0      | 1      | 1     |
| 7     | Maurice | 0  | 0      | 1      | 1     |
| Total | Total   | 8  | 8      | 16     | 32    |

## Source
- « Le palmarès complet des 4e Jeux africains », Le Temps,‎ 14 septembre 1987, p. 12